# Lekso Kaulashvili
Lekso Kaulashvili (Georgia, 27 de agosto de 1992) es un jugador profesional georgiano de rugby que se desempeña en la posición de pilar izquierdo en Union Bordeaux Bègles, equipo perteneciente a la liga Top 14.

## Carrera
Kaulashvili es un jugador de formación francesa (JIFF). Comenzó su carrera deportiva con el equipo Stade Rochelais, en el cual jugó cinco temporadas (2013-2018), después pasó a Union Bordeaux Bègles, donde lleva jugando seis temporadas.